# Саймон Джонсон
Саймон Джонсон (англ. Simon Johnson, нар. 16 січня 1963 року) — британсько-американський економіст. Він є професором підприємництва ім. Рональда А. Курца в Школі менеджменту Sloan Массачусетського технологічного інституту і старшим науковим співробітником Інституту міжнародної економіки Петерсона.
З березня 2007 до кінця серпня 2008 року він був головним економістом Міжнародного валютного фонду, а у 2024 році отримав Нобелівську премію з економіки разом з Дароном Аджемоглу та Джеймсом Робінсоном за порівняльні дослідження добробуту між націями.

## Освіта
Джонсон здобув перший ступінь бакалавра мистецтв в Оксфордському університеті, потім магістра мистецтв в Манчестерському університеті, а в 1989 році здобув ступінь доктора філософії з економіки в Массачусетському технологічному інституті за дисертацію на тему «Інфляція, інтермедіація та економічна діяльність».

## Кар'єра
У листопаді 2020 року Джонсона призначили волонтером до Команди огляду агентств перехідного періоду Джо Байдена, що займалася питаннями переходу в Міністерство фінансів США та Федеральну резервну систему США.

## Приналежності
Джонсон є науковим співробітником Національного бюро економічних досліджень, дослідником у Центрі економічної політики та членом Міжнародної консультативної ради Центру соціальних та економічних досліджень (CASE). Він також є членом панелі економічних радників Бюджетного управління Конгресу США. З 2006 до 2007 року був запрошеним науковим співробітником в Інститут міжнародної економіки Петерсона, де зараз працює старшим науковим співробітником. Джонсон входить до редакційних колегій чотирьох академічних економічних журналів. З 2007 року він є автором публікацій для Project Syndicate.

## Дослідження та публікації
Саймон Джонсон є автором книги «13 банкірів: Захоплення Волл-стріт та наступний фінансовий крах (англ. 13 Bankers: The Wall Street Takeover and the Next Financial Meltdown)» (ISBN 978-0307379054), написаної разом з Джеймсом Кваком. Вони також заснували економічний блог The Baseline Scenario. 
Він також є автором книг «Білий дім у вогні: наш національний борг і чому це важливо для вас» (2013), «Запуск Америки: як проривна наука може відродити економічне зростання та американську мрію» (2019) разом із Джонатаном Грубером та «Влада і прогрес: тисячолітня боротьба за технології та процвітання» (2023) разом із Дароном Аджемоглу.

### Влада і прогрес
У книзі «Влада і прогрес» (2023) розглядається історія технологій та їх соціальні й політичні наслідки. Автори аналізують три ключові питання: вплив нових машин і технологій на заробітну плату, можливість використання технологій на користь суспільства та причини ентузіазму навколо штучного інтелекту.
Автори стверджують, що технології не завжди автоматично приносять користь суспільству, а їх переваги можуть зосереджуватися в руках вузької еліти. У книзі міститься критичний погляд на штучний інтелект, наголошуючи на його негативному впливі на зайнятість, заробітну плату та демократію. Аджемоглу та Джонсон також пропонують політичні пропозиції для використання технологій на користь суспільства, зокрема ринкові стимули, розукрупнення великих технологічних компаній, податкові реформи, інвестиції у працівників та захист приватності й даних.

## Зовнішні посилання
- Профіль на факультеті MIT
- Співавторський блог Джонсона у MIT
- Профіль у МВФ
- Архів колонок на Project Syndicate
- Резюме Саймона Джонсона в CASE
- Публікації на C-SPAN
- Відео (з можливістю аудіо) розмови про економічні питання на Bloggingheads.tv
- Економічний блог Саймона Джонсона «Baseline Scenario»
- Відеопрезентація MIT «13 банкірів: Захоплення Волл-стріт і наступний фінансовий крах»
- Виступ 16 квітня 2010 року на «Журналі Білла Мойєрса»